# Теракт в Анкарі (лютий 2016)
Теракт в Анкарі 17 лютого 2016 року — теракт в столиці Туреччини, здійснений курдським терористом підривом замінованого автомобіля. Вибух відбувся під час проїзду транспортних засобів військової служби Збройних сил Туреччини в районі, де розташовуються будівлі військового призначення. Теракт забрав життя 29 людей, у тому числі і цивільних, ще щонайменше 61 людина була поранена.

## Атака
Напад стався 17 лютого 2016 року о 18:31 за місцевим часом на вулиці Мерасим, що з'єднує бульвар Інею з вулицею Дікмен в районі Чанкая в Анкарі, де розташовані військові установи та казарми збройних сил Туреччини. Службові транспортні засоби, що перевозили турецьких військовослужбовців, були атаковані в результаті вибуху замінованого автомобіля в момент, коли ті зупинилися на червоне світло світлофору.
Внаслідок вибуху під час проїзду 5 автомобілів військовослужбовців загинуло 29 осіб, у тому числі цивільні, 1 особа була шпиталізована, 61 особа отримала різні види поранень. Список загиблих було опубліковано на наступний день, 18 лютого.

## Винуватці
На наступний день після теракту, 18 лютого, прем'єр-міністр Туреччини Ахмет Давутоглу під час прес-релізу заявив, що вибух був здійснений організацією YPG (Загони народної оборони; курд. Yekîneyên Parastina Gel), а виконавцем нападу стала особа на ім'я Саліх Неккар. Він заявив, що Неккар, що народився у 1992 році в посленні Амуде, безпосередньо пов'язаний з YPG. 
Проте пізніше високопоставлений чиновник PYD (Партія робітничого союзу; курд. Partiya Yekîtiya Demokrat) з Амуде спростував цю заяву сказавши, що ніхто з родини терориста Саліха Неккара не жив в Амуде.
Згодом відповідальність за теракт на себе взяла організація TAK («Яструби свободи Курдистану»; курд. Teyrêbazên Azadiya Kurdistan) і в якості терориста-виконавця назвала людину на ім'я Абдулакі Сьонмеза (тур. Abdülbaki Sömer), опублікувавши його фотографію, яка пізніше була визнана відредагованою фотографією турецького блогера.
Зрештою через тест ДНК було підтверджено, що терористом дійсно виявився громадянин Туреччини Абдулбакі Сьонмез.

## Реакція

### В Туреччині
Президент країни Реджеп Ердоган заявив, що Туреччина має намір рішуче відповісти організаторам вибухів в Анкарі.
Прем'єр-міністр Ахмет Давутоглу скасував заплановані поїздки до Бельгії та Азербайджану після теракту. Речник правлячої Партії справедливості та розвитку Омер Челік заявив, що засуджує теракт. Ердоган пообіцяв помститися винним, а віце-прем’єр-міністр Нуман Куртулмуш назвав це «нападом на націю в цілому».

### В світі
Саміт ЄС у Брюсселі, який мав бути присвячений проблемам мігрантів, був скасований після вибуху. Світові лідери, в тому числі з Німеччини, Великобританії та Сполучених Штатів, засудили напад. Ще ряд країн, зокрема Україна, висловили свої співчуття родинам загиблих. У спільній заяві Верховний представник ЄС із закордонних справ Федеріка Могеріні та єврокомісар із питань розширення Йоганнес Ган назвали вибух «жахливою атакою». Генеральний секретар НАТО Єнс Столтенберг засудив атаку. 